# 沖圭一郎
沖 圭一郎（おき けいいちろう、本名：撰正視、1949年 - 2007年11月19日）は鹿児島県出身の日本の漫画家。成人漫画、パチンコ・パチスロ漫画を中心に活動した。

## 略歴
『薩南示現流』などで知られる漫画界の巨匠であるとみ新蔵の上京前（当時は奈良県在住）からの知己で、とみ新蔵・平田弘史兄弟とともに上京。上京後はとみのアシスタントをしており、当時は本名の「撰正視(えらぶ せいし)」の名義で何作か時代劇画を描いている。チーフアシスタントだったが、後に官能劇画家として独立した。父親が沖永良部島の出身で、当時から革ジャンを着ていて赤木圭一郎みたいとよく言われたことから、「沖圭一郎」を筆名にした。
1970年代から1990年代まで官能劇画を主に手掛けたが、1990年代からはパチンコ・パチスロ漫画を主に手掛けた。漫画内の「沖的には波良し（悪し）」、「しゃーっ!」、「突確野郎」などのフレーズは有名で、「見切り千両」などの格言は当時のパチンカーも参考にした。
TVチャンピオン（テレビ東京系）の2004年パチプロ選手権で準優勝。劇画のような豪快な見た目と性格から沖自身にもファンが付き、一方で気遣いのできる人柄で周囲から慕われた。2006年には沖自身をキャラクターとしたパチスロ機コミックワールド沖が登場した。
2000年代後半には連載を十数本も抱え、アシスタントを四・五人も抱える売れっ子漫画家になったが、2007年5月17日、雑誌連載用の実戦中に痛みを訴え救急車で運ばれる。胃潰瘍と診断され、入院。更に6月15日には懸案だった脊椎閉塞症の手術も受け、2週間後には退院し、仕事に復帰した。
しかし、11月19日に仕事場で脳溢血のため倒れる。夕方、定時連絡が無いことを不審に思った妻が仕事場を訪れて発見したものの、既に死亡していた。58歳没。

## エピソード
- ケン月影からのアシスタントの誘いを蹴ったという逸話がある。
- 温泉好きとして有名で、旅打ち漫画では奥さんとともに様々な温泉を巡っていた。30歳代で運転免許を取得しBMWを購入。アシスタントを同乗させてドライブするのが仕事の息抜き。
- 見た目はサングラスとヒゲがトレードマークの強面だが、人柄はシャイで心優しい好漢であった。
- 平田先生の息子さんの面倒を見ていたという当時のネタでトイレエピソードは鉄板。やがては時代劇を描くのが夢だったらしい。
- 執筆休憩時間に仲代達矢の真似をアシスタントに披露して気分転換。ボクシングと野球に傾倒が深い、アシスタントを所属の草野球チームに入れていた。
- 沖先生のアシを経てプロデビューした東克美先生は後々レディースコミックブームの売れっ子になるのだがアシ時代はお寝坊さんで遅刻の大物ぶり。しばしば沖先生に怒鳴られていた、沖先生は怒らせると厳しいマンガ界でも上位の武闘派だろう。しかしコミケ等の同人活動を理解しづらい沖先生に咎められても東先生は負けず劣らず怯むことなくコミケに傾注した先駆者である、その頃に穂高アキラがアシに加わる。沖先生はその頃から性格が丸くなり家族一番となる。
- 最初の子供を早くして亡くした。病死の娘さんをこよなく愛していた。

## 作品
- 人妻の熱い肌（ミリオン出版、1984年）
- 初めての陶酔（壱番館書房、1984年）
- 若奥様はカ・ゲ・キ（大洋図書、1991年）
- 劇画・姦虐ゲーム 1（大洋図書、1993年）
- 人妻蜜のあじ（蒼竜社、1993年）
- 人妻ざかり（久保書店、1996年）
- CR （パチンカーワールド、白夜書房、1997年 - 1998年、2巻）
- 制服図鑑・ナース編（久保書店、1998年）
- Dr.沖のパチンコ教室 3巻（日本文芸社、1998年 - 2000年、3巻）
- フラグのジョー 1（パチスロパニック7、白夜書房、1998年）
- ナースの甘い診察室（久保書店、1999年）
- 沖圭一郎の思い込み新パチンコ攻略理論（日本文芸社、1999年）
- 人妻の肉体解剖（久保書店、1999年）
- フラグのジョー 激アツ激闘譜（白夜書房、2001年）
- パチンコバトル日記（白夜書房、2002年）
- 沖の隣のアイツ（雄出版、2003年）
- フラグのジョー AT機激闘譜（白夜書房、2003年）
- 爆裂!!パチンカー戦国絵巻のらぶち（日本文芸社、2003年）
- 花火大攻略俺ってヒーロー（平和出版、2003年）
- 男の快楽お色気温泉（宙出版、2006年）
  - 男の快楽お色気温泉 夏号（宙出版、2006年）
  - 男の快楽お色気温泉 秋号（宙出版、2006年）
  - 男の快楽お色気温泉 冬号（宙出版、2006年）

## アシスタント
- 東克美 穂高アキラ